# Stagonospora apocyni
Stagonospora apocyni är en svampart som först beskrevs av Peck, och fick sitt nu gällande namn av Davis 1919. Stagonospora apocyni ingår i släktet Stagonospora och familjen Phaeosphaeriaceae.   Inga underarter finns listade i Catalogue of Life.